# Клокловук 7
Клокловук 7 (англ. Kloklowuck 7) — індіанська резервація в Канаді, у провінції Британська Колумбія, у межах регіонального округу Томпсон-Нікола.

## Населення
За даними перепису 2016 року, індіанська резервація нараховувала 5 осіб. Середня густина населення становила 6,1 осіб/км².

## Клімат
Середня річна температура становить 6,9°C, середня максимальна – 21,6°C, а середня мінімальна – -11,6°C. Середня річна кількість опадів – 344 мм.
| Клімат поселення                              | Клімат поселення | Клімат поселення | Клімат поселення | Клімат поселення | Клімат поселення | Клімат поселення | Клімат поселення | Клімат поселення | Клімат поселення | Клімат поселення | Клімат поселення | Клімат поселення | Клімат поселення |
| Показник                                      | Січ.             | Лют.             | Бер.             | Квіт.            | Трав.            | Черв.            | Лип.             | Серп.            | Вер.             | Жовт.            | Лист.            | Груд.            |                  |
| Середній максимум, °C                         | 2,44             | 5,52             | 9,92             | 13,91            | 18,18            | 21,59            | 20,63            | 20,86            | 16,28            | 10,57            | 4,06             | −0,6             |                  |
| Середня температура, °C                       | −4,59            | −1,5             | 2,90             | 6,89             | 11,16            | 14,58            | 17,47            | 17,70            | 13,12            | 7,41             | 0,90             | −3,77            |                  |
| Середній мінімум, °C                          | −11,59           | −8,53            | −4,13            | −0,12            | 4,14             | 7,54             | 14,31            | 14,54            | 9,96             | 4,24             | −2,26            | −6,92            |                  |
| Норма опадів, мм                              | 33               | 21               | 18               | 17               | 30               | 37               | 30               | 26               | 24               | 29               | 39               | 40               |                  |
| Середньомісячна швидкість вітру, м/с          | 2.10             | 2.20             | 2.48             | 2.75             | 2.50             | 2.40             | 2.22             | 2.03             | 1.87             | 2.06             | 2.14             | 2.11             |                  |
| Середньомісячна сонячна радіація, кДж/м²·день | 3335             | 6553             | 10988            | 15917            | 19502            | 21013            | 22102            | 18866            | 13361            | 7536             | 3737             | 2638             |                  |
| --------------------------------------------- | ---------------- | ---------------- | ---------------- | ---------------- | ---------------- | ---------------- | ---------------- | ---------------- | ---------------- | ---------------- | ---------------- | ---------------- | ---------------- |
| Джерело:                                      |                  |                  |                  |                  |                  |                  |                  |                  |                  |                  |                  |                  |                  |